# Переулок Щедрина
Переулок Щедрина́ (в XVIII веке Харчевникова улица, до 1919 года — 1-я Береговая улица) был расположен между улицами Малышева и Радищева в Центральном жилом районе Екатеринбурга (Ленинский административный район) вдоль правого берега реки Исети. Являлся одной из старейших улиц Купецкой слободы. Протяжённость переулка с севера на юг составляла 240 м. Своё современное название переулок получил в честь русского писателя М. Е. Салтыкова-Щедрина.

## История и достопримечательности
Харчевникова улица известна с первой половины XVIII века, она начиналась у Мясницких крепостных ворот. Первоначальное название улице было дано по имени купца Харчевникова, усадьба которого находилась в начале улицы. На планах XIX века обозначена как 1-я Береговая улица.
Среди достопримечательностей переулка были известны дом Я. К. Кривошеина — деревянный памятник архитектуры в стиле классицизма (1840—1860-е), усадьба Е. М. Рязанова (1809) — памятник архитектуры эпохи классицизма. В 2002—2003 годах застройка переулка была полностью утрачена в связи со строительством на его месте резиденции Полномочного представителя Президента РФ в Уральском федеральном округе.